# Vicki Baum
Pour les articles homonymes, voir Baum.
Vicki Baum, née Hedwig Baum le 24 janvier 1888 à Vienne et morte le 29 août 1960 à Hollywood, est une romancière américano-autrichienne.

## Biographie
Née dans une famille juive, ses parents la destinent dès son jeune âge à la musique. A cinq ans, elle participe à des concerts. Elle triomphe en tant que harpiste au Conservatoire de Vienne. Elle quitte l'Autriche en 1912 pour se rendre en Allemagne, à Darmstadt, où elle enseigne la musique à l'École supérieure. En 1915, elle épouse le chef d'orchestre Richard Lert.
Elle écrit son premier essai à quatorze ans.
Elle vit jusqu'en 1931 à Berlin. C'est à cette époque qu'elle écrit : Futures Vedettes, Arrêt de mort, Hélène Wilfur, Lac-aux-dames, Lowinckel en folie, Grand Hotel.
Le 28 janvier 1938, elle est naturalisée américaine et s'établit à Los Angeles, à proximité d'Hollywood, où elle travaille fréquemment, soit lorsque certains de ses romans sont portés à l'écran, soit pour satisfaire à des commandes et adapter des œuvres d'autrui.
En octobre 1945, Paramount achète les droits d'adaptation de son roman Beyond this Journey.
Ses voyages fréquents sont de grandes sources d'inspiration : La Nuit cramoisie et Bombes sur Shanghaï sont conçus lors d'un voyage en Chine, Sang et volupté à Bali au cours d'un séjour dans cette île, L'Ange sans tête est imaginé au Mexique, Le Vol du destin durant un voyage en avion en Amérique du Sud. Elle est l'auteur de Bataille de femmes paru en 1956.

## Œuvres
- 1914 : Frühe Schatten. Das Ende einer Kindheit. Premier roman publié chez Verlag Erich Reiss, Berlin.
- 1920 : Der Eingang zur Bühne Futures Vedettes, traduit par Marguerite Thiolat, Paris, Sorlot, 1936 ; réédition, Paris, UGE, coll. « 10/18. Domaine étranger » no 1612, 1984  (ISBN 2-264-00583-1)
- 1921 : Die Tänze der Ina Raffay Ina, traduit par Maurice Rémon, Paris, Éditions du Siècle, 1933
- 1922 : Die anderen Tage
- 1922 : Bubenreise Vacances vénitiennes, traduit par Henri Thiès, Paris, Stock, 1955
- 1923 : Die Welt ohne Sünde
- 1924 : Ulle der Zwerg Ulle, traduit par Eugène Bestaux, Paris, Stock, 1934 ; réédition, Paris, Phébus, coll. « D'aujourd'hui. Étranger », 2006  (ISBN 2-7529-0146-1)
- 1926 : Tanzpause
- 1927 : Hell in Frauensee Lac-aux-Dames, traduit par Hélène Chaudoir, Paris, Stock, 1932 ; réédition, Paris, Phébus, coll. « Libretto » no 274, 2008  (ISBN 978-2-7529-0347-1)
- 1927 : Feme Arrêt de mort, traduit par Gaston et Raymond Baccara, Paris, Éditions du Siècle, coll. « Les Maîtres étrangers », 1933 ; réédition, Paris, Éditions G.P., coll. « Super » no 102, 1965
- 1928 : Stud. chem. Helene Willfüer Hélène Wilfur, traduit par Marguerite Thiolat, Paris, Éditions du Siècle, 1932
- 1929 : Menschen im Hotel Grand Hotel. traduit par Gaston et Raymond Baccara, Paris, Stock, 1931 ; réédition, Paris, Phébus, coll. « Libretto » no 250, 2007  (ISBN 978-2-7529-0290-0)
- 1930 : Zwischenfall in Lohwinkel Lohwinckel en folie, traduit par Maurice Betz, Paris, Éditions Émile-Paul frères, 1932
- 1930 : Miniaturen
- 1931 : Pariser Platz 13
- 1932 : Leben ohne Geheimnis La Vie sans mystère, traduit par Eugène Bestaux, Paris, Stock, 1933
- 1935 : Das große Einmaleins Sait-on jamais ?, traduit par Eugène Bestaux, Paris, Stock, 1935 ; réédition, Paris, UGE, coll. « 10/18. Domaine étranger » no 1611, 1984  (ISBN 2-264-00582-3)
- 1936 : Die Karriere der Doris Hart La Carrière de Doris Hart, traduit par D. Decourdemanche, Paris, LGF, coll. « Le Livre de Poche » no 4989, 1977
- 1937 : Liebe und Tod auf Bali Sang et volupté à Bali, traduit par Maurice Betz, Paris, Stock, 1939 ; réédition, Paris, UGE, coll. « 10/18. Domaine étranger » no 1726, 1985  (ISBN 2-264-00728-1) ; réédition dans une traduction révisée par Marie-Noël Rio, Paris, Éditions du Sonneur, 2014  (ISBN 978-2-916136-73-8)
- 1937 : Der große Ausverkauf La Grande Mise en vente, traduit par Marguerite Thiolat, Paris, Stock, 1938
- 1939 : Hotel Shanghai Bombes sur Shanghaï, traduit par Georges Berthier et Francis Thouvenel, Paris, Stock, 1946 ; réédition, Paris, Phébus, coll. « Libretto » no 19, 1997  (ISBN 2-85940-562-3)
- 1939 : Die große Pause Grand Opéra, traduit par Francis Thouvenel, Paris, Stock, 1950 ; réédition, Paris, LGF, coll. « Le Livre de Poche » no 3556, 1973
- 1940 : The Ship and the Shores
- 1941 : Marion lebt Marion, traduit par Hélène Godard, Genève, Jeheber, 1943 ; réédition, Paris, Ditis, 1963
- 1943 : The Weeping Wood Le Bois qui pleure, traduit par Roger Villemin, Paris, Intercontinental du livre, 1956
- 1943 : Hotel Berlin Berlin Hotel, traduit par Christine Carel, Paris, Stock, 1947 ; nouvelle édition sous le titre Hôtel Berlin 43, traduction intégrale par Cécile Wajsbrot, Paris, Éditions Métailié, coll. « Bibliothèque allemande », 2021  (ISBN 979-10-226-1150-3)
- 1944 : Beyond this Journey
- 1946 : Mortgage on Life Hypothèque sur la vie, traduit par Maurice-Ian Hilleret, Paris, Stock, 1948
- 1947 : Schicksalsflug Le Vol du destin, Paris, Stock, 1951
- 1949 : Clarinda
- 1951 : Danger from Deer Prenez garde aux biches, Paris, Stock, 1953 ; réédition, Paris, LGF, coll. « Le Livre de Poche » no 1082-1083, 1963
- 1953 : Krystal Clay Le Cristal dans l'argile, traduit par Henri Thiès, Paris, Stock, 1954
- 1956 : Written on Water Bataille de femmes, traduit par Henri Thiès, Paris, Stock, 1957 ; réédition, Paris, LGF, coll. « Le Livre de Poche » no 3367, 1972
- 1957 : Theme for Ballet Ballerina, traduit par Frank Straschitz, Paris, Stock, 1958 ; réédition, Paris, Éditions J'ai lu, coll. « J'ai lu » no 716, 1976
- 1962 : Es war alles ganz anders (mémoires)

## Filmographie

### Adaptations de ses œuvres
- 1927 : Feme de Richard Oswald avec Eduard Rothauser, Mathilde Sussin, d'après Arrêt de mort (Feme)
- 1928 : Die drei Frauen von Urban Hell de Jaap Speyer, avec Fred Döderlein, Hilde Maroff, Hilde von Stolz, d'après Lac aux Dames (Hell in Frauensee)
- 1930 : Stud. chem. Helene Willfüer de Fred Sauer avec Olga Tschechowa, d'après Hélène (Stud. chem. Helene Willfüer)
- 1932 : Grand Hotel de Edmund Goulding avec Greta Garbo, Joan Crawford, Lionel Barrymore, John Barrymore, d'après Grand Hôtel (Grandhotel)
- 1934 : Lac aux Dames de Marc Allégret avec Jean-Pierre Aumont, Simone Simon, Michel Simon, d'après Lac aux Dames (Hell in Frauensee)
- 1935 : La Chanson de la jeunesse (The Night Is Young) de Dudley Murphy, d'après Futures Vedettes (Der Eingang zur Bühne, 1920)[2]
- 1936 : Hélène de Jean Benoit-Lévy et Marie Epstein avec Madeleine Renaud, Constant Rémy, Jean-Louis Barrault, Odette Joyeux, Robert Le Vigan, René Dary, d'après Hélène (Stud. chem. Helene Willfüer)
- 1938 : Retour à l'aube de Henri Decoin avec Danielle Darrieux, Pierre Dux, Jacques Dumesnil, d'après Retour à l'aube (Von sechs bis sechs)
- 1945 : La Cible vivante (The Great Flamarion) d' Anthony Mann avec Erich von Stroheim, d'après The Big Shot
- 1945 : Hôtel Berlin de Peter Godfrey avec Faye Emerson, Helmut Dantine, Raymond Massey, Andrea King, d'après Hôtel Berlin (Hotel Berlin '43)
- 1945 : Week-end au Waldorf (Week-End at the Waldorf) de Robert Z. Leonard avec Ginger Rogers, Lana Turner, Walter Pidgeon, adaptation libre de Grand Hôtel (Grandhotel)
- 1949 : Secret de femme (A Woman's Secret) de Nicholas Ray avec Maureen O'Hara, Melvyn Douglas, d'après Hypothèque sur la vie (Verpfändetes Leben)
- 1949 : La Belle que voilà de Jean-Paul Le Chanois avec Michèle Morgan, Henri Vidal, Ludmilla Tcherina, d'après La Carrière de Doris Hart (Die Karriere der Doris Hart)
- 1950 : Le Château de verre de René Clément avec Michèle Morgan, Jean Marais et Jean Servais, d'après Sait-on jamais ? (Das große Einmalein)
- 1951 : Verträumte Tage de Emil-Edwin Reinert avec O.W. Fischer, Aglaja Schid, d'après L’Aiguille rouge (Das Joch). Version allemande du film suivant.
- 1951 : L'Aiguille rouge de Emil-Edwin Reinert avec Michel Auclair, Michèle Philippe, d'après L’Aiguille rouge (Das Joch). Version française du film précédent.
- 1955 : Futures Vedettes de Marc Allégret avec Jean Marais, Brigitte Bardot, Isabelle Pia, d'après Futures Vedettes (Der Eingang zur Bühne)[2]
- 1955 : Studentin Helene Willfüer de Rudolf Jugert avec Ruth Niehaus, Hans Söhnker, d'après Hélène (Stud. chem. Helene Willfüer)
- 1956 : Liebe de Horst Hächler avec Maria Schell, Raf Vallone, d'après Prenez garde aux biches (Vor Rehen wird gewarnt)
- 1959 : Grand Hôtel (Menschen im Hotel) de Gottfried Reinhardt avec Michèle Morgan, O.W. Fischer, Heinz Rühmann, d'après Grand Hôtel (Grandhotel)
- 1982 : Rendez-vous à Paris (Rendezvous in Paris) de Gabi Kubach avec Claude Jade, Barry Stokes, d'après Sait-on jamais ? (Das Grosse Einmaleins)
- 1983 : Die goldenen Schuhe (mini-série) de Dietrich Haugk avec Claudine Auger, Gabriele Ferzetti, d'après Ballerina
- 1996 : Shanghai 1937 (en) de Peter Patzak avec Agnieszka Wagner, Annie Girardot, d'après Shanghai Hôtel (Hotel Shanghai)

### Comme scénariste
- 1940 : Dance, Girl, Dance de Dorothy Arzner avec Maureen O'Hara, Louis Hayward, Lucille Ball...
- 1941 : Histoire inachevée (Unfinished business) de Gregory La Cava avec Irene Dunne, Robert Montgomery...
- 1942 : Powder Town de Rowland V. Lee avec Victor McLaglen...
- 1942 : Girl Trouble de Harold D. Schuster avec Don Ameche...
- 1945 : Behind City Lights de John English avec Lynne Roberts...
- 1947 : Sérénade à Mexico (Honeymoon) de William Keighley, avec Shirley Temple...